# Temporada 2012-13 de la NBA Development League
La Temporada 2012-13 de la NBA Development League es la duodécima temporada de la NBA D-League, la liga de desarrollo de la NBA. Toman parte 16 equipos, configurándose tres divisiones, Central, Este y Oeste, disputando una fase regular de 50 partidos cada uno. Los Dakota Wizards fueron transferidos a Santa Cruz, California, convirtiéndose en los Santa Cruz Warriors.

## Equipos participantes
| - Austin Toros - Bakersfield Jam - Canton Charge - Erie BayHawks - Fort Wayne Mad Ants - Idaho Stampede - Iowa Energy - Los Angeles D-Fenders |  | - Maine Red Claws - Reno Bighorns - Rio Grande Valley Vipers - Santa Cruz Warriors - Sioux Falls Skyforce - Springfield Armor - Texas Legends - Tulsa 66ers |

## Temporada regular
| Equipo                  | V  | P  | PCT  | PV   |
| ----------------------- | -- | -- | ---- | ---- |
| Canton Charge (4)       | 30 | 20 | 60,0 | -–   |
| Fort Wayne Mad Ants (5) | 27 | 23 | 54,0 | 3,0  |
| Maine Red Claws (8)     | 26 | 24 | 52,0 | 4,0  |
| Erie BayHawks           | 26 | 24 | 52,0 | 4,0  |
| Springfield Armor       | 18 | 32 | 36,0 | 12,0 |

| Equipo                       | V  | P  | PCT  | PV   |
| ---------------------------- | -- | -- | ---- | ---- |
| Rio Grande Valley Vipers (2) | 35 | 15 | 70,0 | -–   |
| Austin Toros (6)             | 27 | 23 | 54,0 | 8,0  |
| Tulsa 66ers (7)              | 27 | 23 | 54,0 | 8,0  |
| Sioux Falls Skyforce         | 25 | 25 | 50,0 | 10,0 |
| Texas Legends                | 21 | 29 | 42,0 | 14,0 |
| Iowa Energy                  | 14 | 36 | 28,0 | 21,0 |

| Equipo                  | V  | P  | PCT  | PV   |
| ----------------------- | -- | -- | ---- | ---- |
| Bakersfield Jam (1)     | 36 | 14 | 72,0 | -–   |
| Santa Cruz Warriors (3) | 32 | 18 | 64,0 | 4.0  |
| Los Angeles D-Fenders   | 21 | 29 | 42,0 | 15.0 |
| Idaho Stampede          | 19 | 31 | 38,0 | 17.0 |
| Reno Bighorns           | 16 | 34 | 32,0 | 20.0 |

## Playoffs
|  | 1.ª ronda (10–13 de abril) | 1.ª ronda (10–13 de abril) | 1.ª ronda (10–13 de abril) |             |   | 2.ª ronda (17–21 de abril) | 2.ª ronda (17–21 de abril) | 2.ª ronda (17–21 de abril) |  |   | Finales (25–29 de abril) | Finales (25–29 de abril) | Finales (25–29 de abril) |  |
|  |                            |                            |                            |             |   |                            |                            |                            |  |   |                          |                          |                          |  |
|  |                            |                            |                            |             |   |                            |                            |                            |  |   |                          |                          |                          |  |
|  | 1                          | Bakersfield*               | 0                          |             |   |                            |                            |                            |  |   |                          |                          |                          |  |
|  | 1                          | Bakersfield*               | 0                          |             |   |                            |                            |                            |  |   |                          |                          |                          |  |
|  | 6                          | Austin                     | 2                          |             |   |                            |                            |                            |  |   |                          |                          |                          |  |
|  | 6                          | Austin                     | 2                          |             | 6 | Austin                     | 0                          |                            |  |   |                          |                          |                          |  |
|  |                            |                            |                            |             | 6 | Austin                     | 0                          |                            |  |   |                          |                          |                          |  |
|  |                            |                            | 3                          | Santa Cruz* | 2 |                            |                            |                            |  |   |                          |                          |                          |  |
|  | 3                          | Santa Cruz                 | 3                          | Santa Cruz* | 2 | 2                          |                            |                            |  |   |                          |                          |                          |  |
|  | 3                          | Santa Cruz                 |                            |             |   |                            |                            |                            |  |   |                          |                          |                          |  |
|  | 5                          | Fort Wayne                 | 0                          |             |   |                            |                            |                            |  |   |                          |                          |                          |  |
|  | 5                          | Fort Wayne                 | 0                          |             |   |                            |                            |                            |  | 3 | Santa Cruz               | 0                        |                          |  |
|  |                            |                            |                            |             |   |                            |                            |                            |  | 3 | Santa Cruz               | 0                        |                          |  |
|  |                            |                            | 2                          | Rio Grande* | 2 |                            |                            |                            |  |   |                          |                          |                          |  |
|  | 2                          | Rio Grande*                | 2                          | Rio Grande* | 2 | 2                          |                            |                            |  |   |                          |                          |                          |  |
|  | 2                          | Rio Grande*                |                            |             |   |                            |                            |                            |  |   |                          |                          |                          |  |
|  | 8                          | Maine                      | 0                          |             |   |                            |                            |                            |  |   |                          |                          |                          |  |
|  | 8                          | Maine                      | 0                          |             | 2 | Rio Grande                 | 2                          |                            |  |   |                          |                          |                          |  |
|  |                            |                            |                            |             | 2 | Rio Grande                 | 2                          |                            |  |   |                          |                          |                          |  |
|  |                            |                            | 7                          | Tulsa       | 0 |                            |                            |                            |  |   |                          |                          |                          |  |
|  | 4                          | Canton                     | 7                          | Tulsa       | 0 | 1                          |                            |                            |  |   |                          |                          |                          |  |
|  | 4                          | Canton                     |                            |             |   |                            |                            |                            |  |   |                          |                          |                          |  |
|  | 7                          | Tulsa                      | 2                          |             |   |                            |                            |                            |  |   |                          |                          |                          |  |
|  | 7                          | Tulsa                      | 2                          |             |   |                            |                            |                            |  |   |                          |                          |                          |  |
|  |                            |                            |                            |             |   |                            |                            |                            |  |   |                          |                          |                          |  |

### Finales
| 25 de abril de 2013 | Rio Grande Valley Vipers                                              | 112–102                               | Santa Cruz Warriors                                               | |  |
| 9:30 p. m. ET       | Parciales: 24–31, 30–26, 28–28, 30–17                                 | Parciales: 24–31, 30–26, 28–28, 30–17 | Parciales: 24–31, 30–26, 28–28, 30–17                             | |  |
|                     | Estadísticas Glen Rice, Jr. 33 Rice, Daniels, Murry 10 Toure Murry 10 | Reporte Pts Reb Asts                  | Estadísticas Travis Leslie 19 Lance Goulbourne 8 Stefhon Hannah 5 | Pabellón: Kaiser Permanente Arena, Santa Cruz, California Asistencia: 2,505 espectadores Árbitros: * #13 Steve Anderson - #20 Sir Allen Conner - #42 Brenda Pantoja - #26 Brett Nansel |  |

| 27 de abril de 2013        | Rio Grande Valley Vipers                                      | 102–91                                | Santa Cruz Warriors                                                             | |  |  |
| 8 p. m. ET                 | Parciales: 23-14, 33-27, 17-26, 29-24                         | Parciales: 23-14, 33-27, 17-26, 29-24 | Parciales: 23-14, 33-27, 17-26, 29-24                                           | |  |  |
|                            | Estadísticas D.J. Kennedy 27 Glen Rice, Jr. 13 D.J. Kennedy 6 | Reporte Pts Reb Asts                  | Estadísticas Travis Leslie, Scott Machado 16 Lance Goulbourne 8 Maurice Baker 6 | Pabellón: State Farm Arena, Hidalgo, Texas Asistencia: 6,132 espectadores Árbitros: * #12 Scott Bolnick - #39 CJ Washington - #63 Ben Taylor Televisión: CBS Sports Network |  |  |
| Rio Grande Valley gana 2-0 |                                                               |                                       |                                                                                 | |  |  |
|                            |                                                               |                                       |                                                                                 | |  |  |

## Estadísticas
| Categoría               | Jugador          | Equipo               | Stat |
| ----------------------- | ---------------- | -------------------- | ---- |
| Puntos por partido      | Justin Dentmon   | Austin/Texas         | 22,9 |
| Rebotes por partido     | Dwayne Jones     | Texas Legends        | 12,6 |
| Asistencias por partido | Andre Barrett    | Maine/Sioux Falls    | 7,7  |
| Robos por partido       | Justin Holiday   | Idaho Stampede       | 2,4  |
| Tapones por partido     | Jarvis Varnado   | Sioux Falls Skyforce | 3,3  |
| TC%                     | Hilton Armstrong | Santa Cruz Warriors  | 62,8 |
| TL%                     | Desmon Farmer    | Reno Bighorns        | 91,3 |
| 3FG%                    | Darius Miller    | Iowa Energy          | 51,2 |

## Premios de la NBA D-League
- MVP de la temporada: Andrew Goudelock, Sioux Falls/Rio Grande Valley
- Entrenador del Año: Alex Jensen, Canton Charge
- Rookie del año: Tony Mitchell, Fort Wayne Mad Ants
- Jugador defensivo del Año: Stefhon Hannah, Santa Cruz Warriors
- Jugador más impactante: Rasual Butler, Tulsa 66ers
- Jugador más mejorado: Cameron Jones, Santa Cruz Warriors
- Ejecutivo del Año: Bill Boyce, Texas Legends
- Sportsmanship Award: Ron Howard, Fort Wayne Mad Ants
- Mejor quinteto de la temporada
  - Andrew Goudelock, Sioux Falls/Rio Grande Valley
  - Jerel McNeal, Bakersfield Jam
  - Tony Mitchell, Fort Wayne Mad Ants
  - Demetris Nichols, Sioux Falls Skyforce
  - Brian Butch, Bakersfield Jam
- 2º Mejor quinteto de la temporada
  - Cory Joseph, Austin Toros
  - Travis Leslie, Santa Cruz Warriors
  - Damion James, Bakersfield Jam
  - Kris Joseph, Maine/Springfield
  - Tim Ohlbrecht, Rio Grande Valley Vipers
- 3.er Mejor quinteto de la temporada
  - D.J. Kennedy, Erie/Rio Grande Valley
  - Justin Holiday, Idaho Stampede
  - DaJuan Summers, Maine Red Claws
  - Chris Wright, Maine Red Claws
  - Jerome Jordan, Reno/Los Ángeles
- Mejor quinteto defensivo de la temporada
  - Stefhon Hannah, Santa Cruz Warriors
  - Jorge Gutiérrez, Canton Charge
  - Chris Wright, Maine Red Claws
  - Damion James, Bakersfield Jam
  - Fab Melo, Maine Red Claws
- 2º Mejor quinteto defensivo de la temporada
  - Justin Holiday, Idaho Stampede
  - Cory Joseph, Austin Toros
  - Mark Tyndale, Sioux Falls/Maine
  - Toure' Murry, Rio Grande Valley Vipers
  - Hilton Armstrong, Santa Cruz Warriors
- 3.er Mejor quinteto defensivo de la temporada
  - Chris Roberts, Austin Toros
  - Sadiel Rojas, Fort Wayne Mad Ants
  - Othyus Jeffers, Iowa Energy
  - Elijah Millsap, Los Angeles D-Fenders
  - Mickell Gladness, Santa Cruz Warriors
- Mejor quinteto de rookies
  - Jorge Gutiérrez, Canton Charge
  - Scott Machado, Santa Cruz Warriors
  - Tony Mitchell, Fort Wayne Mad Ants
  - Kris Joseph, Maine/Springfield
  - Fab Melo, Maine Red Claws
- 2º Mejor quinteto de rookies
  - Glen Rice, Jr., Rio Grande Valley Vipers
  - Dominique Sutton, Tulsa 66ers
  - JaMychal Green, Austin Toros
  - Chris Johnson, Rio Grande Valley Vipers
  - Micheal Eric, Canton Charge
- 3.er Mejor quinteto de rookies
  - Carlon Brown, Santa Cruz/Idaho
  - Tony Taylor, Tulsa 66ers
  - Toure' Murry, Rio Grande Valley Vipers
  - James Nunnally, Bakersfield Jam
  - Chris Cooper, Bakersfield Jam